# Diaea nakajimai
Diaea nakajimai là một loài nhện trong họ Thomisidae.
Loài này thuộc chi Diaea. Diaea nakajimai được Hirotsugu Ono miêu tả năm 1993.